# Porcellionides stricticauda
Porcellionides stricticauda är en kräftdjursart som först beskrevs av Dollfus1893.  Porcellionides stricticauda ingår i släktet Porcellionides och familjen Porcellionidae.

## Underarter
Arten delas in i följande underarter:
- P. s. orientalis
- P. s. stricticauda